# طرحی برای تصویری تاریخی از پیشرفت ذهن بشر
طرحی برای تصویری تاریخی از پیشرفت ذهن بشر (فرانسوی: Esquisse d'un tableau historique des progrès de l'esprit humain‎) اثری از فیلسوف و ریاضی‌دان فرانسوی مارکی دو کندورسه است که در سال ۱۷۹۴ در خلال انقلاب فرانسه مخفی بود و پس از مرگ در سال ۱۷۹۵ منتشر شد.

## شرح
طرح برای تصویری تاریخی از پیشرفت روح انسان شاید تأثیرگذارترین فرمول‌بندی ایده پیشرفت بود که تا کنون نوشته شده‌است. این ایده پیشرفت را به یکی از دغدغه‌های اصلی اندیشه روشن‌گری تبدیل کرد. کندورسه استدلال کرد که گسترش دانش در علوم طبیعی و اجتماعی به جهانی عادلانه‌تر از آزادی فردی، ثروت مادی، و شفقت اخلاقی منجر می‌شود. او برای سه گزاره کلی استدلال کرد: این‌که گذشته نظمی را آشکار می‌کند که می‌توان آن را برحسب رشد تدریجی قابلیت‌های انسانی درک کرد، و نشان می‌دهد که «وضعیت کنونی بشریت و آن‌هایی که از آن گذشته‌اند، یک قانون اساسی ترکیب اخلاقی هستند. از نوع بشر، پیشرفت علوم طبیعی باید با پیشرفت در علوم اخلاقی و سیاسی «نه کم‌تر مطمئن، نه کم‌تر از انقلاب‌های سیاسی در امان» باشد؛ که آسیب‌های اجتماعی بیش از آن‌که نتیجه اجتناب‌ناپذیر طبیعت انسان باشد، نتیجه جهل و خطا است.
نوشته‌های کندورسه کمکی کلیدی به روشن‌گری فرانسه بود، به‌ویژه کار او در مورد ایده پیشرفت. کندورسه معتقد بود که از طریق استفاده از حواس و ارتباط با دیگران، می‌توان دانش را به‌عنوان روشی برای تجزیه و تحلیل سیستم‌های اعتقادی و درک ما در ۱۰ دوره (مرحله) مقایسه کرد. هیچ‌یک از نوشته‌های کندورسه اشاره‌ای به اعتقاد به دین یا خدایی ندارد که در امور بشری دخالت می‌کند. در عوض کندورسه بارها از ایمان خود به انسانیت و توانایی آن در پیشرفت با کمک فیلسوفانی مانند ارسطو نوشته بود. او معتقد بود که از طریق این انباشت و اشتراک دانش، درک تمام حقایق شناخته‌شده جهان طبیعی برای هر انسانی امکان‌پذیر است. روشن‌گری جهان طبیعی میل به روشن‌گری جهان اجتماعی و سیاسی را برانگیخت. کاندورسه معتقد بود که هیچ تعریفی از وجود انسان کامل وجود ندارد و بنابراین معتقد بود که پیشرفت نوع بشر ناگزیر در سراسر وجود ما ادامه خواهد داشت. او انسان را در حال پیشرفت مستمر به سوی یک جامعه کاملاً اتوپیایی تصور می‌کرد. او تأکید کرد که برای این امکان وجود دارد که انسان باید بدون توجه به نژاد، مذهب، فرهنگ یا جنسیت متحد شود.
در این‌جا نقل‌قولی از نسخه انگلیسی ۱۷۹۵ کتاب او آمده‌است:
تحقیر علوم انسانی یکی از اولین ویژگی‌های مسیحیت بود. باید انتقام خود را از ظلم‌های فلسفه می‌گرفت. از آن روح تحقیق و شک و اطمینان انسان به عقل خود که آفت همه عقاید دینی است بیم داشت. مبارزه علوم طبیعی حتی برای آن نفرت‌انگیز بود و با چشمی مشکوک به‌عنوان دشمنی خطرناک برای موفقیت معجزات تلقی می‌شد: و هیچ دینی نیست که فرقه‌های خود را ملزم به بلعیدن برخی از پوچی‌های جسمانی نکند؛ بنابراین، پیروزی مسیحیت نشانه انحطاط کل علوم و فلسفه بود.
اگر فن چاپ شناخته‌شده بود، علوم می‌توانستند جایگاه خود را حفظ کنند. اما نسخه‌های خطی موجود از هر کتاب خاص تعداد کمی بودند. و برای تهیه آثاری که ممکن است کل بدنه یک علم را تشکیل دهند، نیاز به مراقبت‌ها و تجربه است که فقط ثروتمندان صلاحیت آن را داشتند. برای حزب حاکم آسان بود که جلوه‌های کتاب‌هایی را که تعصباتش را شوکه می‌کرد، یا ابهاماتش را برملا می‌کرد، سرکوب کند. به صفحه ۱۲۸ مراجعه کنید.

## نفوذ
رساله‌ای دربارهٔ اصول جمعیت از توماس مالتوس (۱۷۹۸) تا حدی به‌عنوان پاسخی به طرح کندورسه نوشته شده‌است. همان‌طور که عنوان کامل نسخه اول این مقاله نشان می‌دهد: «رساله‌ای دربارهٔ اصول جمعیت، زیرا بر بهبود آینده جامعه تأثیر می‌گذارد؛ با اظهاراتی در مورد گمانه‌زنی‌های آقای گادوین، ام. کندورسه و سایر نویسندگان».